# Păulești, Satu Mare
Păulești là một xã thuộc hạt Satu Mare, România. Dân số thời điểm năm 2002 là 4364 người.